# Syntomernus pusillus
Syntomernus pusillus är en stekelart som beskrevs av Günther Enderlein 1920. Syntomernus pusillus ingår i släktet Syntomernus och familjen bracksteklar. Inga underarter finns listade i Catalogue of Life.